# Heddy Navarro Harris
Heddy Navarro Harris es una poeta chilena nacida en la ciudad de Puerto Montt, Región de Los Lagos, en el año   1944. Profesora y escritora, Navarro es una de las poetas destacadas de la generación post golpe de Estado en Chile, y se ha desempeñado como docente en la Universidad de Chile y la Universidad Austral de Chile, además, ha participado de múltiples encuentros y giras literarias, se ha adjudicado becas de creación literaria, ha impartido talleres a jóvenes y ha formado parte de colectivos activistas. 

## Biografía
Heddy Navarro Harris nació en Puerto Montt, sur de Chile, lugar en el que realizó sus estudios básicos y secundarios. Inició sus estudios universitarios en la Universidad Austral de Chile ubicada en Valdivia en el año 1962, sin embargo, fue en la Universidad de Chile, entre los años 1963-1967, donde concluyó su formación académica en la carrera de Licenciatura en Artes Plásticas.  
Inicialmente ejerció su labor como docente entre los años 1968-1973 en el Liceo Nº 8 de Niñas de San Miguel. Además, entre 1972 a 1973 se desempeñó en el Departamento de Teoría del Arte de la Universidad de Chile. 
Fue en 1973, tras el golpe de Estado en Chile cuando, por motivos políticos, estuvo cesante hasta 1980, periodo en el que decidió iniciar su trabajo literario. Así, en 1981 participó con los poetas Jaime Quezada y Floridor Pérez en un taller de la Sociedad de Escritores de Chile     (SECH). Entre 1994 y 1996 realizó labores de docencia en la Universidad Austral de Chile. Al mismo tiempo, entre los años 1986 y 2000 hizo talleres de poesía a jóvenes y mujeres creadoras.
Actualmente vive en Valdivia, ciudad donde ha ejercido como profesora de Redacción Periodística en la Escuela de Periodismo de la Universidad Austral de Chile. Además, es coordinadora de la Oficina Sur del Área Culturas Originarias de la División de Cultura.
Obtuvo una Beca Creación Literaria CNCA por sus libros Sur (poemas) y Terral. Ha participado en encuentros y congresos literarios en Chile y en el extranjero. Además, en el año 2014 realizó una gira de poesía en universidades de España y Alemania gracias al proyecto «Ventanilla Abierta 2014» y participó en la creación conjunta del colectivo de poesía «Locas Mujeres» durante los años 2017-2019. 

## Obras
Su primer poemario tiene por título Palabra de mujer y fue publicado en 1984. Le siguen Óvulos, publicado en 1986; Oda al macho, publicado en 1987; Poemas insurrectos, publicado en 1988; Vírgenes vacantes, publicado en 1991; Monólogo de la hembra tardía, publicado en 1994; Sur, publicado en 1994; Cantos de la duramadre publicado en 2004. En 2010 aparece su obra compilada Palabra de mujer: poesía reunida; y Terral, publicado en 2015.

## Trabajo poético
Heddy Navarro Harris se destaca como poeta de la generación de los ‘80 ya que se instala en dos vertientes: en primer lugar, la literatura nacida bajo el «silencio» que el régimen militar hubiese codiciado instituir expresando connotativamente su sentir, esta literatura requería de un lector «cómplice» que descifrara sus claves y significados.
En segundo lugar, la que se establece a partir de su «yo» femenino, está manifiesta con ímpetu problemáticas vinculadas a una presencia femenina que reniega su lugar impuesto en un mundo patriarcal, rehusando a posicionarse en el denominado «lugar de la mujer» dentro de una sociedad machista. En los poemas de Heddy se detona un hablante lírico evidentemente femenino, que reflexiona desde diversos espacios, interpelando a un «otro» constantemente. En su poesía se advierte un ser mujer que es consciente de su existir en un espacio que la margina, en el cual cumple sus «funciones» de madre, esposa, servidora, cuidadora de la casa, a veces con dulzura, otras con indignación. 

## Premios y distinciones
- Primer Premio, Concurso de Poesía 'Javiera Carrera'. 1982. Santiago.

- Tercer Premio. Concurso de Poesía. AGECH. Agrupación de profesores. 1983.

- Gana Concurso Proyectos Fondart Creación y edición de/libro de poesía Sur. 1994.

- Beca Escritor Nacional. Fondo Nacional de Fomento del Libro y la lectura. 1996.